# كولين سميث (فنانة)
كولين سميث (بالإنجليزية: Cauleen Smith)‏ (مواليد 25 سبتمبر، 1967)، صانعة أفلام وفنانة وسائط متعددة أمريكية. اشتهرت بأعمالها التجريبية التي تتناول الهوية الأمريكية الأفريقية، وبخاصة القضايا التي تواجه المرأة السوداء في يومنا هذا. واشتهرت بفيلمها الطويل درايلونغسو (Drylongso). تُدَرِّس سميث حاليا في كلية الفنون في معهد كاليفورنيا للفنون.

## التعليم
في عام 1991 حصلت سميث على بكالوريوس في السينما من جامعة سان فرانسيسكو الحكومية. وعندما كانت طالبة هناك، أنجزت عدة أفلام، حيث حظي اثنان منهم بالكثير من الاهتمام: فيلم أمطار يومية. الذي أُنجِز عام 1990، وفيلم سجلات روح كاذبة بطولة كيلي غابرون، الذي تم إنجازه بالكامل عام 1993.
تم قبول سميث في برنامج ماجستير في الفنون الجميلة في جامعة كاليفورنيا، لوس أنجلوس (UCLA)، بمجرد حصولها على بكالوريوس في الفنون. بدأ عملها هناك يحظى باعتراف على نطاقٍ عالمي. ففي سنتها الثانية في البرنامج، قررت سميث تصوير فيلم طويل بعنوان درايلونغسو. ومع ذلك، كان تصوير الأفلام الطويلة من قبل طلاب السينما يتنافى مع قوانين جامعة كاليفورنيا، لوس أنجلوس، وكما قالت سميث «ولسبب وجيه، لا يعرف المرء ما الذي يفعله». وبعد مواجهة بعض الصعوبات، تمكنت من إنجاز الفيلم، حيث حظي باهتمامٍ كبير جدا في مهرجان صاندانس السينمائي، ونالت عدة جوائز على أفضل فيلم من مهرجانات أخرى، مذكورة في الأسفل. وفي عام 1998، تخرجت سميث من جامعة كاليفورنيا، لوس أنجلوس وبجعبتها شهادة الماجستير في الفنون وسمعة حسنة تجعل منها قوة واعدة في عالم صناعة الأفلام.
في عام 2007، التحقت بكلية سكاوهيغن للرسم والنحت في مَين.

## فيلم درايلونغسو
كان درايلونغسو فيلماً مشهوراً للغاية حيث حظيت سميث بسببه بالكثير من الانتباه والشعبية. أنتجت سميث هذا الفيلم عندما كانت لاتزال في كلية السينما في جامعة كاليفورنيا، لون أنجلوس. تجري أحداث الفيلم في أوكلاند، كاليفورنيا، حول فتاة أمريكية أفريقية شابة تُدعى بيكا، في سعيها لتصوير مفهومها عن السلالة المحتضرة، إشارة إلى الأمريكيين الأفارقة. يدور الفيلم حول بيكا وَسَط استنزاف الشباب السود من حولها وكيف تُوَازِن ذلك مع كفاح عائلتها المُختَلَّة. يتناول الفيلم موضوع عنف العصابات الذي كان يحدث في أوكلاند والذي أودى بحياة العديد من الشباب الأمريكيين الأفارقة الأبرياء. ويُعتبر «درايلونغسو» مصطلح أمريكي أفريقي قديم معناه «نفس المنوال» أو «كل يوم». وقد اُستُقبل «درايلونغسو» استقبالاً حسناً في العديد من المهرجانات السينمائية، أبرزها مهرجان صاندانس السينمائي. وفي عام 2000، فاز درايلونغو بجائزة أفضل فيلم طويل في مهرجان اوربانوورلد (العالم الحضري)، ومهرجان لوس أنجلوس للسينما الأفريقية، ومهرجان فيلاديلفيا السينمائي الدولي. أدَّى سعيد يوسف باي ابن يوسف باي دوراً ثانوياً في الفيلم، حيث التقطت له الشخصية الرئيسية بيكا صورة.
في نوفمبر، تمَّ إدراج الفيلم ليكون جزءا من سلسلة «الإرث السينمائي» في مهرجان معهد الفيلم الأمريكي (AFI) لعام 2018، وتم عرضه على مطبوعة حجمها 16 مليمتر صادرة عن أكاديمية فنون وعلوم الصور المتحركة.

## شيكاغو
أقامت سميث على التوالي في منظمة ثريوولس في شيكاغو، وأتحاد بحوث بلاك ميتروبولوس، وستوديو الصوت التجريبي بالإضافة إلى إقامتها الفنية في حاضنة الفنون في جامعة شيكاغو. وفي عام 2012، قامت سميث بتنصيب عروض فنية متداخلة في متحف الفن المعاصر، في شيكاغو وثريوولس، وقد أطلق عليها التحالف الوطني لفنون الإعلام والثقافة أسم الفنانة المميزة. وكذلك كانت سميث فنانة زائرة في كلية معهد الفنون في شيكاغو عندما كانت تكتشف نقاط التقاطع بين الفن، والاحتجاج، والتجارة، ومجتمع الجانب الجنوبي من شيكاغو.

## روابط خارجية
- كولين سميث (فنانة) على موقع IMDb (الإنجليزية)
- كولين سميث (فنانة) على موقع روتن توميتوز (الإنجليزية)
- كولين سميث (فنانة) على موقع أول موفي (الإنجليزية)
- كولين سميث (فنانة) على موقع قاعدة بيانات الفيلم (الإنجليزية)
- كولين سميث (فنانة) على موقع كينوبويسك (الروسية)